# Раздольное (Кущёвский район)
Раздольное (также Раздоленское; до 1941 года — Мариенталь, Жировский) — село в Кущёвском районе Краснодарского края России. Административный центр Раздольненского сельского поселения.

## История
Основано в 1880 году как лютеранско-католическое село Мариенталь (Жировский) российскими немцами из колонии Рибенсдорф Рибенсдорфской волости Острогожского уезда Воронежской губернии. Название хутор Жировский связано с фамилией генерала-лейтенанта Жирова, у которого поселенцы приобрели землю при балке Секей , а Мариенталь (в переводе с нем. — «Марьина Долина») — с именем жены бывшего землевладельца (по другим данным название выбрано в честь императрицы Марии Александровны).
До 1924 года населённый пункт входил в состав Степнянской/Ильинской волости Ростовского округа Области Войска Донского. По состоянию на 1926 год немецкая национальная колония Мариенталь являлась административным центром Роза Люксембургского сельского совета Кущёвского района Донского округа Северо-Кавказского края; в ней насчитывалось 147 хозяйств, число жителей составляло 646 человек (в том числе 598 немцев, 37 русских); имелись 2 сельскохозяйственные артели, начальная школа.
С 2 июня 1924 года немецкая национальная колония года вошла в состав Кущёвского района Донского округа Юго -Восточной области.;затем образовался Северо -Кавказский край . 13 сентября 1937 года образовался Краснодарский край , С1 апреля 1941 года переименована в село Раздольное, Раздольненского сельского Совета. В октябре 1941 года немецкое население села было депортировано в Кемеровскую область и Казахстан.
С 1 января 2006 года образовано муниципальное образование Раздольненское сельское поселение Кущёвского района с административным центром в селе Раздольном.

## Население
| 1880  | 1905 | 1911 | 1915 | 1920 | 1926 | 2002  |
| ----- | ---- | ---- | ---- | ---- | ---- | ----- |
| 230   | ↗341 | ↘266 | ↘182 | ↗500 | ↗646 | ↗1034 |
| 2010  |      |      |      |      |      |       |
| ↗1081 |      |      |      |      |      |       |

## Улицы
- ул. Заречная,
- ул. Колхозная,
- ул. Красная,
- ул. Молодёжная,
- ул. Новая,
- ул. Новостройки,
- ул. Северная,
- ул. Степная[9].